# Iván Moskvitin
Iván Yúrievich Moskvitin (del ruso: Иван Юрьевич Москвитин) (? - después de 1647) fue un explorador ruso, presumiblemente nacido en Moscú, que es recordado por haber dirigido una partida de reconocimiento rusa que alcanzó las costas del océano Pacífico, convirtiéndose en el primer ruso en llegar al mar de Ojotsk.

## La expedición al mar de Ojotsk (1639-1641)
Aparece en primer lugar mencionado en 1626, como un antiguo residente entre los cosacos en Tomsk. En 1636 o 1637, el atamán  Dmitri Kopylov con 54 hombres, entre ellos Moskvitin, fue enviado al oeste hacia  Yakutsk. Descendieron aguas abajo el río Lena y remontaron el río Aldan y el 28 de junio de 1638 fundaron el fuerte de Butalsk, a unos 100 km por encima de la desembocadura del río Maya y a 250 km al sureste de Yakutsk. Kopylov supo por un chamán local de la existencia de un río Shirkol (¿el río Zeya?), donde vivían pueblos sedentarios que cultivaban grano y tenían ganado y que, según algunas fuentes, tenían un yacimiento de plata. En mayo de 1639, Kopylov envió a Moskvitin al este en la búsqueda de esa plata, con 20 cosacos de Tomsk, 19 cosacos de Krasnoyarsk y un guía evenki. Remontaron el río Aldan y luego siguieron aguas arriba por el Maya, uno de sus tributarios de la margen derecha, hasta su boca. Desde allí, a través de la región del Maya superior cruzaron los montes Dzhugdzhur y después de realizar bastantes portajes, descendieron por la otra vertiente por el río Ulya y, en agosto de 1639, llegaron a la boca del río en el mar de Ojotsk.
En la desembocadura del río (o 25 km por encima de su boca), los cosacos de Moskvitin construyeron sus cuarteles de invierno (que fueron reutilizados en 1646 por Vasili Poyarkov). El 1 de octubre, con 20 hombres, navegó hacia el este durante tres días y llegó a la desembocadura del río Ojota, donde se erigió más tarde la ciudad de Ojotsk. Luego, o bien navegaron 500 km más al este hasta el río Taui, o aprendieron lo suficiente de los nativos como para hacer un mapa de la costa hasta el río Taui (las fuentes difieren). Ese invierno construyeron dos grandes botes. Hubo algunos enfrentamientos con los lamuts locales y capturaron a un hombre que usaron como guía e intérprete. El cautivo le habló de un río Mamur en cuya boca vivían los sedentarios gilyaks. A finales de abril de 1640, o principios de mayo, embarcaron hacia el suroeste hasta alcanzar la bahía del Uda, en la esquina suroeste del mar de Ojotsk. Allí se enteraron de la existencia del río Amur, del río Zeya y del río Amgun y de los sedentarios gilyaks que vivían en las costas e islas y de los barbudos daurs, que tenían grandes casas, ganado y caballos, que comían pan y vivían como rusos. También se enteraron de que los barbudos daurs acababan de llegar en embarcaciones y matado a muchos gilyaks. Luego se dirigieron al este, avistaron las islas Chantar y entraron en el golfo de Sajalín. [cita requerida] Es posible que hayan visto la costa oeste de la isla de Sajalín y pudieron haber llegado a algunas islas de los gilyaks, que podrían estar en la desembocadura del Amur. Debido al final de la temporada, volvieron atrás y en noviembre construyeron sus cuarteles de invierno en la desembocadura del río Aldoma, que está a 30 km al noreste de la pequeña localidad de Ayán. A mediados de julio de 1641 estaban de vuelta en Yakutsk.  
Los datos geográficos recogidos por Moskvitin fueron utilizados por Kurbat Ivanov para la elaboración del primer mapa ruso del Lejano Oriente (en marzo de 1642). En 1645, Moskvitin y Kopylov informaron de sus descubrimientos al príncipe Shcherbatov, el voivoda moscovita en Tomsk, proponiéndole una gran expedición militar al Amur, que no fue considerada. Un año después, en 1646, Moskvitin fue enviado a Moscú y llevó las noticias sobre el mar oriental. Regresó a Tomsk en 1647 con el rango de ataman. Del resto de su vida no hay documentación.